# Tatra KT3

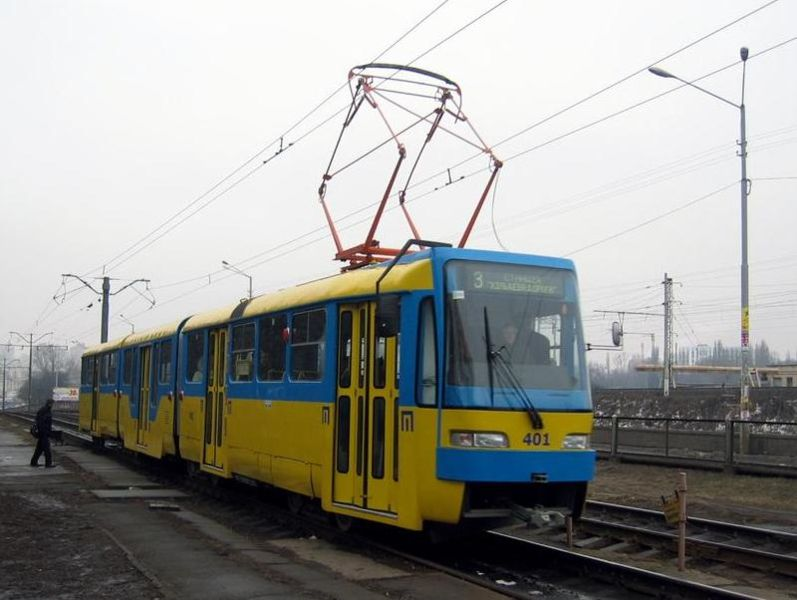
Kyjevská tramvaj Tatra KT3UA

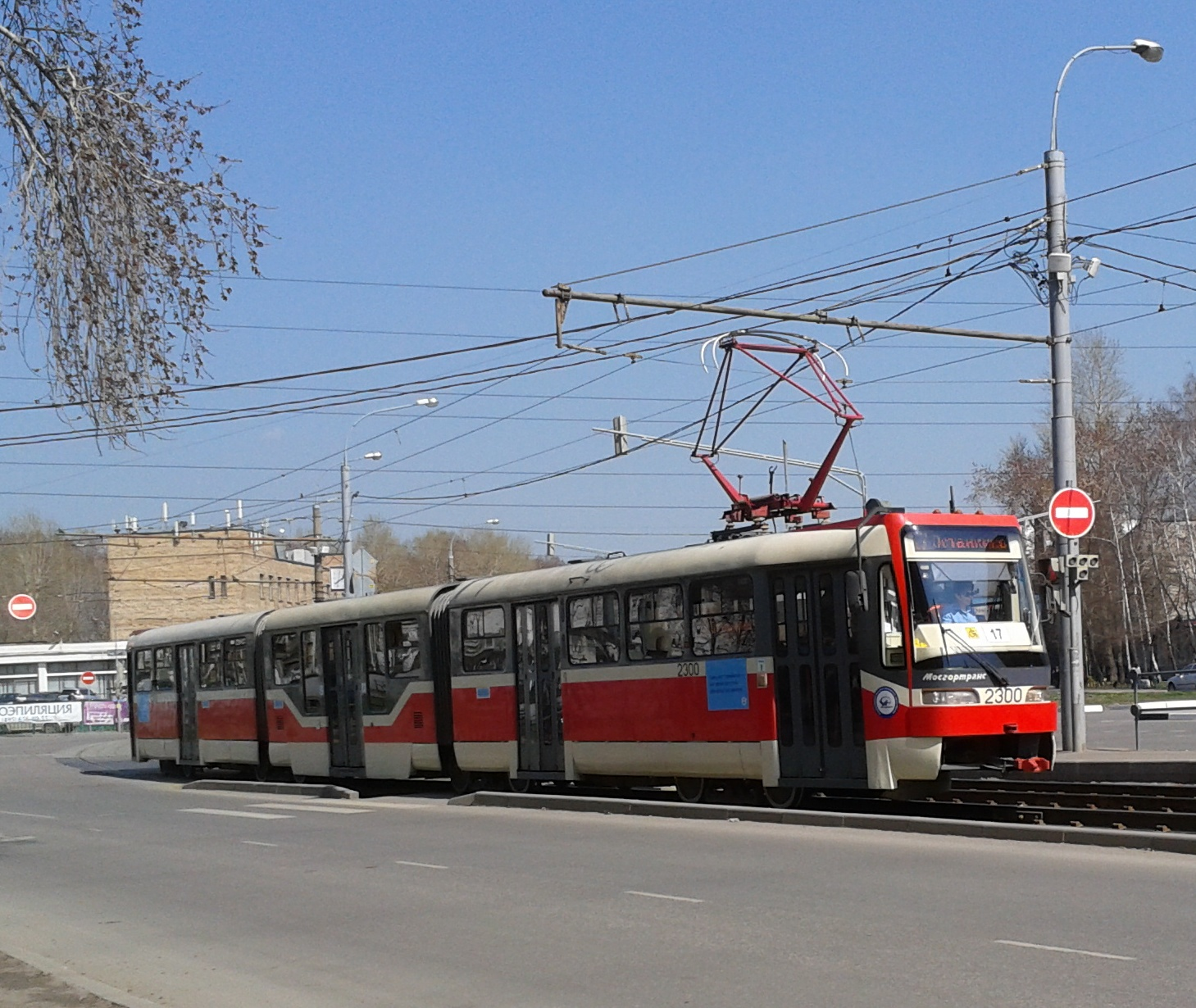
Tatra KT3R v Moskvě

Tatra KT3 je projekt modernizace tramvají Tatra T3 československé výroby.

## Modernizace
Tramvaj KT3 je (stejně jako plzeňské K3R-NT) sestavena ze dvou starších vozů Tatra T3. Vozové skříně byly zkráceny a mezi ně byl vložen nový střední nízkopodlažní článek. Dosazena byla nová elektrická výzbroj typu TV Progress, zmodernizován byl interiér i stanoviště řidiče. pantograf zůstal původní. Rovněž byla nainstalována nová čela vozu dle návrhu Patrika Kotase.
První modernizace typu KT3UA byly částečně provedeny v šumperské společnosti Pars nova v letech 2004 a 2005, která rekonstruovala a vyrobila jednotlivé články, jež byly odeslány na Ukrajinu k nalakování a zkompletování. První prototyp byl určen pro Kyjev, druhý vůz byl dodán do Kryvého Rihu. Další vozy již byly modernizovány za účasti české firmy KVAZAR Plus ve spolupráci s ukrajinskými dopravními podniky. V letech 2008–2012 tak vznikla druhá tramvaj KT3UA pro Kryvyj Rih a dalších 13 vozů pro Kyjev
V roce 2007 byla zmodernizována jedna tramvaj (původně dva vozy typu T3) s typovým označení KT3R pro hlavní město Ruské federace Moskvu.

## Technické parametry
- Délka (bez spřáhel): 28,65 m
- Šířka: 2,5 m
- Výška: 3,075 m

- Místa celkem: 200
  - k sezení: 62
  - ke stání: 138